# Enaria grandidieri
Enaria grandidieri är en skalbaggsart som beskrevs av Dewailly 1950. Enaria grandidieri ingår i släktet Enaria och familjen Melolonthidae. Inga underarter finns listade i Catalogue of Life.